# سوزان جورجي
سوزان جورجي (بالدنماركية: Susanne Georgi)‏ (و. 1976  م) هي مغنية من الدنمارك، وأندورا، ولدت في الدنمارك، شاركت في مسابقة الأغنية الأوروبية 2009.

## وصلات خارجية
- سوزان جورجي على موقع IMDb (الإنجليزية)
- سوزان جورجي على موقع ميوزك برينز (الإنجليزية)
- سوزان جورجي على موقع أول ميوزيك (الإنجليزية)
- سوزان جورجي على موقع أول ميوزيك (الإنجليزية)
- سوزان جورجي على موقع ديسكوغز (الإنجليزية)

- سوزان جورجي في قاعدة بيانات الأفلام على الإنترنت